# Rappunen
Rappunen är en sjö i Finland. Den ligger i kommunen Rantasalmi i landskapet Södra Savolax, i den sydöstra delen av landet, 260 km nordost om huvudstaden Helsingfors. Rappunen ligger 99,3 meter över havet. I omgivningarna runt Rappunen växer i huvudsak blandskog. Arean är 3,4 kvadratkilometer och strandlinjen är 18,01 kilometer lång. Sjön  ingår i Vuoksens huvudavrinningsområde. 